# Gerra Gambarogno
Gerra Gambarogno è una frazione di 303 abitanti del comune svizzero di Gambarogno, nel Canton Ticino (distretto di Locarno).

## Geografia fisica
Gerra Gambarogno si affaccia sul Lago Maggiore.

## Storia

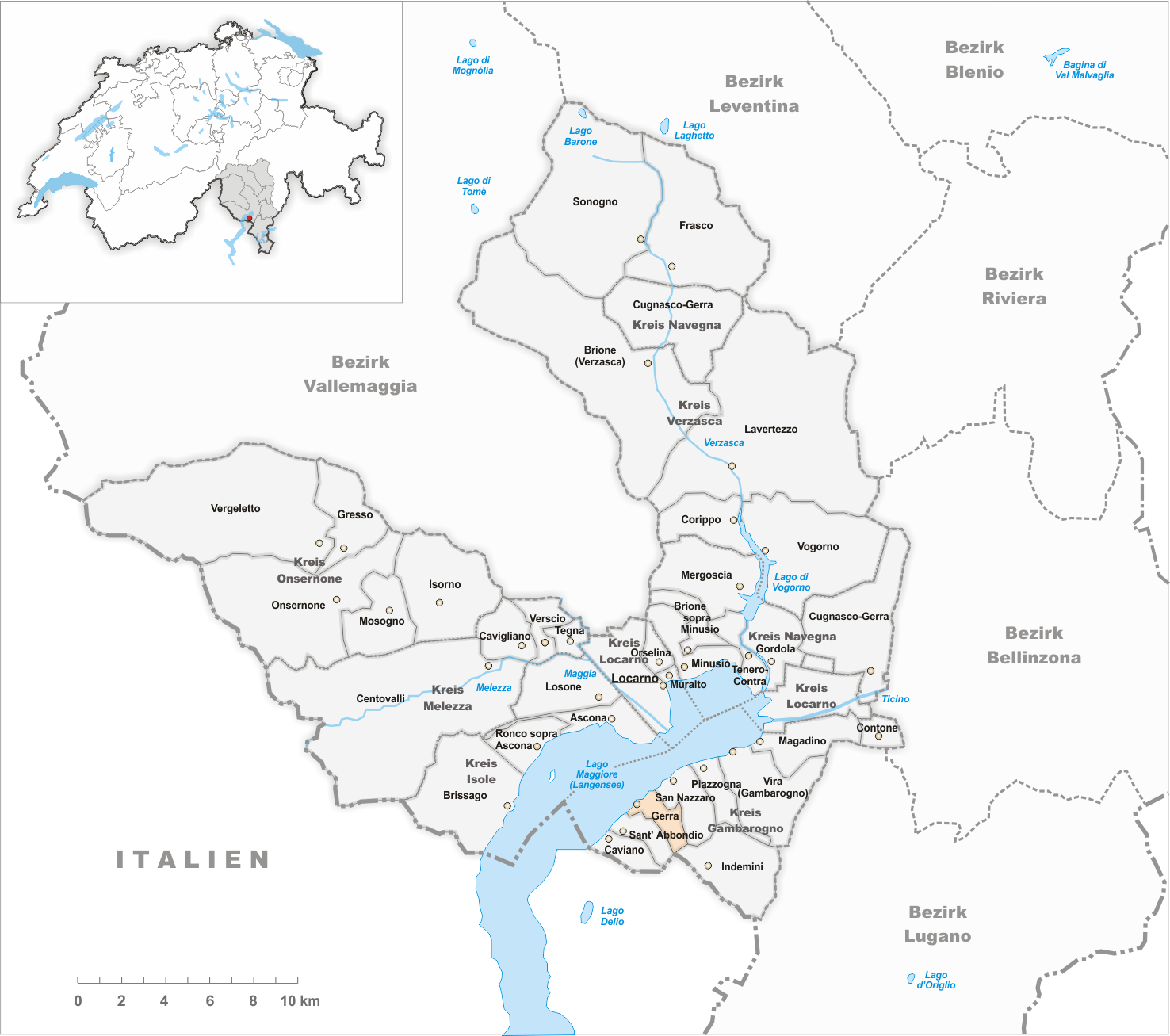
Il territorio del comune di Gerra Gambarogno prima degli accorpamenti comunali del 2010

Già comune autonomo che si estendeva per 3,1 km², nel 2010 è stato accorpato agli altri comuni soppressi di Caviano, Contone, Indemini, Magadino, Piazzogna, San Nazzaro, Sant'Abbondio e Vira Gambarogno per formare il comune di Gambarogno. La fusione è stata decisa dal Consiglio di Stato il 16 aprile 2008 e approvata dal Gran Consiglio ticinese il 23 giugno successivo.

## Monumenti e luoghi d'interesse
- Chiesa parrocchiale dei Santi Rocco e Sebastiano, del 1744[2];
- Due massi cuppellari preistorici[senza fonte].

## Società

### Evoluzione demografica
L'evoluzione demografica è riportata nella seguente tabella:
Abitanti censiti

## Amministrazione
Ogni famiglia originaria del luogo fa parte del cosiddetto comune patriziale e ha la responsabilità della manutenzione di ogni bene ricadente all'interno dei confini della frazione.